# Dipsastraea amicorum
Espèce
Dipsastraea amicorum est une espèce de coraux appartenant à la famille des Merulinidae.